# Горобець
Горобе́ць (Passer), горобей, воробець, конопляник — рід птахів з ряду горобцеподібних (Passeriformes), типовий рід цього ряду.

## Видовий склад
Рід включає 28 видів, з них два види: горобець хатній і горобець польовий, широко поширені у фауні України.
- Горобець саксауловий (Passer ammodendri)
- Горобець хатній (Passer domesticus)
- Горобець італійський (Passer italiae)
- Горобець чорногрудий (Passer hispaniolensis)
- Горобець пакистанський (Passer pyrrhonotus)
- Горобець рудоголовий (Passer castanopterus)
- Горобець рудий (Passer cinnamomeus)
- Горобець оливковий (Passer flaveolus)
- Горобець месопотамський (Passer moabiticus)
- Горобець острівний (Passer iagoensis)
- Горобець великий (Passer motitensis)
- Горобець кенійський (Passer rufocinctus)
- Горобець ефіопський (Passer shelleyi)
- Горобець кордофанський (Passer cordofanicus)
- Горобець сокотрійський (Passer insularis)
- Горобець абдалькурійський (Passer hemileucus)
- Горобець чорноголовий (Passer melanurus)
- Горобець сіроголовий (Passer griseus)
- Горобець сірий (Passer swainsonii)
- Горобець товстодзьобий (Passer gongonensis)
- Горобець суахільський (Passer suahelicus)
- Горобець блідий (Passer diffusus)
- Горобець пустельний (Passer simplex)
- Горобець каракумський (Passer zarudnyi)
- Горобець польовий (Passer montanus)
- Горобець жовтий (Passer luteus)
- Горобець аравійський (Passer euchlorus)
- Горобець іржастий (Passer eminibey)